# نظریه خود طبقه‌بندی
نظریه خود طبقه‌بندی (انگلیسی: Self-categorization theory)، نظریه‌ای در روان‌شناسی اجتماعی است که شرایطی را توصیف می‌کند که تحت آن یک فرد مجموعه‌ای از افراد (از جمله خود) را به عنوان یک گروه درک می‌کند و همچنین پیامدهای درک افراد را در قالب گروهی توصیف می‌کند. اگرچه این نظریه اغلب به عنوان توضیحی در مورد تشکیل گروه روانشناختی (که یکی از اهداف اولیه آن بود) معرفی می‌شود، اما به‌طور دقیق تر به عنوان تجزیه و تحلیل کلی از عملکرد فرآیندهای دسته‌بندی در ادراک اجتماعی و کنش متقابلی که به اندازه پدیده‌های گروهی از مسائل هویت فردی صحبت می‌کند.
توسط جان ترنر و همکارانش توسعه داده شد و همراه با نظریه هویت اجتماعی بخشی از رویکرد هویت اجتماعی است. این تا حدی برای پاسخگویی به سؤالاتی که در پاسخ به نظریه هویت اجتماعی در مورد زیربنای مکانیکی هویت اجتماعی به وجود آمد، ایجاد شد.